# Passage (film)
Passage è un cortometraggio del 2009 diretto da Shekhar Kapur.
Il film, girato a Buenos Aires e ancora inedito in Italia, è stato acquistato dalla società austriaca Swarovski.